# Мегхалейський ярус
| Система/ Період | Відділ/ Епоха  | Ярус/ Вік      | Вік (млн років) | Вік (млн років) |
| --- | -------------- | -------------- | --------------- | --------------- |
| Антропоген, Q | Голоцен, Q2    | Мегхалейський  | 0               | 0,0042          |
| Антропоген, Q | Голоцен, Q2    | Нортгриппський | 0,0042          | 0,0082          |
| Антропоген, Q | Голоцен, Q2    | Гренландський  | 0,0082          | 0,0117          |
| Антропоген, Q | Плейстоцен, Q1 | Тарантський    | 0,0117          | 0,126           |
| Антропоген, Q | Плейстоцен, Q1 | Тібанський     | 0,126           | 0,781           |
| Антропоген, Q | Плейстоцен, Q1 | Калабрійський  | 0,781           | 1,80            |
| Антропоген, Q | Плейстоцен, Q1 | Гелазький      | 1,80            | 2,58            |
| Неоген, N | Пліоцен, N2    | П'яченцький    | старіше         | старіше         |
| Примітки і коментаріПідрозділи четвертинної системи наведені згідно МКС, станом на 2018 рік. Для голоценових віків і ярусів встановлено датування відносно 2000 року (тобто гренландій розпочався 11,7 тис. років тому, відраховуючи від останнього мілленіуму). Чибаній і Тарантій є неофіційними пропонованими назвами для ярусів середнього і верхнього плейстоцену, відповідно. У Європі та Північній Америці голоцен традиційно поділяється на Пребореальний, Бореальний, Атлантичний, Суббореальний і Субатлантичний періоди за схемою Блітта — Сернандера (англ. Blytt–Sernander). Існує багато локальних систем поділу верхнього плейстоцену. Головними елементами такої переодизації слугують стадії наступу льодовиків (гляціали, льодовикові періоди) та їхнього відступу (інтергляціали, межильодовиків'я). |                |                |                 |                 |
| п о р |                |                |                 |                 |

Мегхалейський (мегхалайський) вік і ярус (англ. Meghalayan) — верхній з трьох підрозділів голоцену.

## Стратиграфія
Виділено 2018 року Міжнародною комісією зі стратиграфії (англ. International Commission on Stratigraphy). Мегхалейський вік названий на честь індійського штату Меґхалая — саме там розташовані печери, за натічними утвореннями в яких встановили час початку посухи. Мегхалейський вік охоплює останні 4200 років голоцену.
Інші підрозділи голоцену:
- Нортгріппський вік (охоплює період 8200 — 4200 років тому)[9].
- Гренландський вік (охоплює період 11 700 — 8200 років тому)[10].

## Тектоніка
Продовжується альпійський орогенез Альпійського складчастого поясу; вулканічна діяльність на околицях Тихоокеанської плити — Тихоокеанське вогняне кільце; спрединг серединно-океанічних хребтів. 1815 року відбулось катастрофічне виверження вулкана Тамбора в Малайському архіпелазі, що спричинило викид вулканічного матеріалу в атмосферу планети на значну висоту.

## Палеогеографія
Вік розпочався із глобальної посухи. Вона тривала близько 200 років і вплинула на всі людські цивілізації Землі, у тому числі на території сучасних Єгипту, Греції, Сирії та Палестини, а також у Месопотамії, долинах Інду й Янцзи. Малий льодовиковий стадіал у Північній півкулі у період між 1400 та 1850 роками. Виверження Тамбори 1815 року призвело до року без літа у Європі та Північній Америці.
Рівень людської активності відіграє істотну роль географічній оболонці Землі, стає справжнім геологічним фактором. Початок глобального потепління та кліматичних змін спричинених, ймовірно, викидами людством парникових газів у процесі його розвитку.

## Палеонтологія
Діяльність людини, перш за все, зі знищення середовища життєдіяльності видів, прискорює четвертинне масове вимирання видів.